# Cabello afroamericano
El cabello afroamericano y los peinados afroamericanos se refieren a los diversos estilos de peinado de las personas afrodescendientes. La población afroamericana posee generalmente un cabello grueso y rizado como la gente de otras razas con tonalidad de piel oscura (aborígenes australianos, papúes, melanesios y micronesios). El estilo particular del cabello que utilizan las personas afroamericanas tiene sus raíces históricas bien definidas y provienen de la cultura africana, ya que al igual que en todas las demás culturas humanas, una característica distintiva de los ideales de belleza de las mujeres eran los peinados y el cuidado capilar. The black is beautiful fue un movimiento surgido a finales de los años 60 que tuvo un papel importante en las ideas y en la moda capilar de las comunidades negras estadounidenses.

## Orígenes africanos
Desde el principio de la civilización africana, el estilo de cabello ha sido usado para transmitir un mensaje a la sociedad. Al menos desde el siglo XV diferentes estilos “han indicado el estatus de las personas, edad, religión, identidad étnica, riqueza y rango dentro de la comunidad" (Unkempt hair in nearly every West African culture was considered unattractive to the opposite sex and a sign that one was dirty, had bad morals or was even insane). En casi todo el oeste de África, el cabello desaliñado siempre ha sido considerado poco atractivo para el sexo opuesto como señal de que está sucio, que tiene malas costumbres o síntoma de locura.
El mantenimiento del cabello en el África tradicional tenía como objetivo crear un sentido de belleza y salud. “Una mujer con cabello largo y grueso demostraba su fuerza vital, multiplicación de poder, gran abundancia y prosperidad… indica que tiene muy buena mano para levantar granjas abundantes e hijos sanos” escribió Sylvia Ardyn Boone, una antropóloga especializada en la cultura Mendé de Sierra Leona.
En la cultura yoruba del oeste de África la gente trenzaba su cabello para enviar mensajes a los dioses. El cabello es la parte más elevada del cuerpo, y por lo tanto se consideraba como el portal de los espíritus para pasar a las almas.
Por la importancia cultural y espiritual del cabello para los africanos, la práctica de los negreros de afeitar sus cabezas involuntariamente antes de ser vendidos como esclavos era en sí mismo un acto inhumano. “El afeitado fue el primer paso en los europeos para borrar la cultura de los esclavos, alterando la relación entre los africanos y su cabello”.

## Después de la esclavitud
Tras la Guerra de Secesión se generalizaron las planchas para el cabello entre los afroamericanos, lo que sugiere que creyeron que sólo mediante el cambio de ciertas características físicas podrían ser aceptados dentro de las comunidades afroamericanas prósperas y socialmente por la cultura dominante eurocéntrica, cuyas modas imitaban"  (Rooks 1998: 177). En esa época, los fabricantes de pelucas eran las únicas compañías que anunciaban un estándar afroamericano de la belleza.
Winold Reiss en su Brown Madonna,  representa a una joven madre afroamericana con el cabello lacio. Esta obra fue pintada hacia el comienzo del nuevo movimiento del orgullo negro, en 1925,  y el trabajo mostró el sentimiento de orgullo racial que nació durante los años 20 y 30. El clásico símbolo blanco de la pureza y la virtud se conjuga con la piel oscura afirmando así el valor del respeto por la raza negra.
Estas fueron décadas donde los negros fueron creando sus propios éxitos y formando sus barrios en ciudades del norte como Chicago y Harlem. Parte de su éxito en esta época, fue su capacidad de asimilarse a la sociedad blanca, lo que en el cuadro se interpretó a través del hecho de que la madre aparece con el cabello liso y con líneas que parecen desprender luz del cuerpo, dándole un significado y efecto celestial. Este tipo de figura con el cabello liso fue reverenciada por los afroamericanos, que continuaban planteándolo como el ejemplo a seguir. 

## La época de los Derechos Civiles.

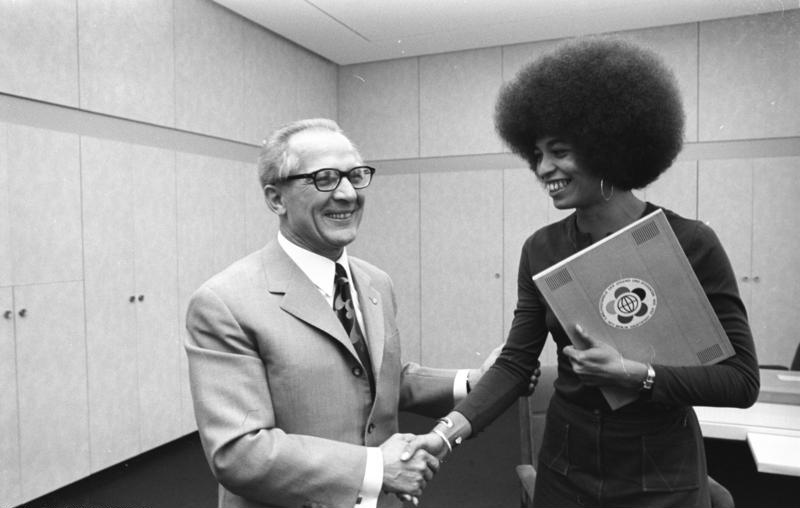
Angela Davis (a la derecha) junto a Erich Honecker en 1972 con su influyente estilo capilar afro.

El afro dio el gran paso en los años 60 como una expresión de orgullo, poder, revolución y diferenciación. Al principio ganó popularidad solo entre artistas, activistas, jóvenes y nacionalistas.
La gente joven que no había adoptado esta tendencia fue a veces juzgada y sometida al “más negro que tu”, así como vigilada por sus compañeros más radicales. Los afroamericanos empezaron a usar su cabello al natural como una forma de mostrar el enlace con su ascendencia africana y la moda se esparció por diferentes partes del mundo en los 70. El afro, en conjunción con el movimiento de los Derechos Civiles, fue una ayuda para redefinir la identidad afroamericana.(Byrd and Tharps 2001: 51).
Algunos artistas usaron su cabello como una forma de expresión artística; en la obra American custom, David Hammon presionó su propio cuerpo contra el papel para crear una imagen de la apariencia y del significado de ser afroamericano. De igual forma, pintó el cabello sobre el trabajo aplicando sus huellas táctiles en el papel, durante 1960 y 1970.
Los jóvenes americanos negros, recortaban en su cabello grandes números como una forma de emular el estilo de los Panteras Negras y convertirlo en orgullo racial.
Aunque el afro comenzó en Nueva York, fue Angela Davis en Chicago durante declaraciones en una fiesta de los Panteras Negras, quien fue la pionera del afro como una declaración política. 
Al abrazar el naturalismo, ella glorificó la estética negra y facilitó su poder al conectar con los negros del movimiento de los Derechos Civiles; su afro se hizo especialmente notorio por su presencia en su cartel de “Se busca”, remarcando su prominente identidad racial. Se convirtió en su forma de celebrar la africanidad y abrazar sus raíces mientras políticamente rechazaban los ideales europeos. Hombres y mujeres en Chicago, y más allá, apoyaron la manera orgullosa de llevarlo en público largo ocupando espacio.
Igualmente, los soldados de liberación de Wadsworth Jarrells dejaron crecer sus melenas afro como cercos de luz que rodean la cabeza, combinado con el uso de brillantina, transmitía el aspecto espiritual de las culturas transafricanas. Estos hombres eran vistos como ángeles no solo por su lugar en el movimiento por los derechos, sino también por su naturalismo y representación del hombre primitivo negro.
En relación con el cabello, los años 1970 a 1990 podrían ser descritos como abiertos y experimentales, “A pesar de los ocasionales brotes políticos, cada lección individual, podría ser descrita como un estilo afroamericano en esta era”. Los estilos con trenzas, pudieron ser adoptados por los blancos, especialmente después de que la actriz blanca Bo Derek salió luciéndolas en la película 10, la mujer perfecta (1978). Aunque trenzas y trenzas cosidas al estilo africano, así como las llamadas rastas se convirtieron en la moda principal, sustituyendo al afro. Ellas causaron cierta controversia cuando se usaron en el ámbito profesional contemporáneo.

## Contemporáneo

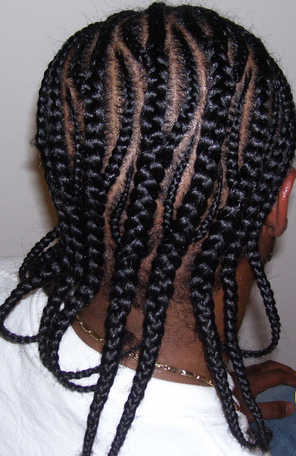
Un hombre con trenzas cosidas o africanas.

La cultura hip hop de los 80 creó una serie de nuevas tendencias. Una de ellas, el “fade” para hombres. El fade es un estilo de cabello quemado predominante en hombres negros en la que el cabello comienza corto en la parte inferior y se alarga en la parte superior. Este estilo dio oportunidad para la individualidad, ya que a menudo varía de uno a otro y se corta o añaden diferentes colores teñidos en la parte superior.
El hip hop también tuvo influencia en las mujeres jóvenes negras; quienes ahora podían mirar la música popular de los artistas en los videoclips de la televisión, y portadas de los discos para su inspiración. Los cortes asimétricos como cuñas, pilas o rizos de dedo fueron populares durante este tiempo. Curiosamente, todos estos estilos requieren de alguna forma alisar el cabello: después de los 1970, hombres y mujeres tienden a alejarse de los estilos naturales otra vez y comenzaron a crear su propia variedad de estilos individuales basados en cortes y trenzas.

El estilo de cabello en la cultura afroamericana es muy variable, el cabello afroamericano se compone de rizos firmemente arrollados. El estilo predominante en las mujeres, incluye el enderezamiento del cabello, a través de la aplicación de procesos químicos y calor. En muchos casos hoy en día, el uso excesivo de calor y químicos ha dejado a algunas mujeres afroamericanas con cabello muy corto y dañado. Estos tratamientos constituyeron la base para que estos peinados fueran socialmente aceptados como algo común en los Estados Unidos desde finales del siglo XIX. La práctica predominante, más aceptada socialmente para los hombres era dejar el cabello de manera natural y corto. A menudo, como los hombres al envejecer comienzan a perder cabello, dejan el cabello muy corto, o quedan completamente con la cabeza rapada, libre de cabello.
Sin embargo, desde finales de la década de 1960, los peinados naturales como el afro, las trenzas y las rastas han ido creciendo en popularidad, a pesar de su inicial asociación con los Derechos Civiles y movimientos políticos, han alcanzado una considerable, pero limitada, aceptación social. De hecho el 78 por ciento de los clientes del salón Ajes en Chicago van al natural o comúnmente con un estilo más amplio o un conjunto de estilos más fuerte. Harkens fue el siguiente Afro visto en Chicago en 1960.

## Vello facial
Mantener el vello facial es más frecuente entre los hombres afroamericanos que en otros grupos de población masculina en los EE. UU. En realidad el soul parch o perilla corta es llamado así porque los hombres afroamericanos, particularmente los músicos de jazz popularizaron este estilo en los años 50 y 60. La preferencia por el vello facial entre los hombres afroamericanos se debe en parte al gusto personal. Pero debido a que son más propensos que otros grupos étnicos a desarrollar pseudofoliculitis de la barba, comúnmente conocida como "golpes al afeitar", muchos prefieren no afeitarse.

## Cultura popular
En el documental Good Hair, Chris Rock, un comediante, explora el papel del cabello en las vidas de los afroamericanos. Entrevista al reverendo Al Sharpton, que afirma “mi cabello es relajado al igual que el africano, porque tiene base en la cultura negra”.